# Trichacis fusciala
Trichacis fusciala är en stekelart som beskrevs av Szabó 1981. Trichacis fusciala ingår i släktet Trichacis och familjen gallmyggesteklar. Inga underarter finns listade i Catalogue of Life.